# Gabriel Gyllengrip (1687–1753)
Gabriel Gabrielsson Gyllengrip, född 14 december 1687, död 3 augusti 1753 i Umeå, var en svensk friherre och ämbetsman.

## Biografi
Gyllengrip föddes 1687 och var son till vice landshövdingen Gabriel Gyllengrip och Jeanna Hamilton af Hageby. Han blev 15 november 1703 student vid Uppsala universitet och blev 1708 extra ordinarie kanslist i Kunglig Majestäts kansli. Gyllengrip blev 28 september 1709 kanslist vid livländska expeditionen och från 14 februari 1715 kanslist vid handelsexpeditionen. Gyllengrip utnämndes 2 januari 1716 till kanslisekreterare hos arvprinsen av Hessen-Kassel. Den 2 december 1717 befordrades han till assessor i Åbo hovrätt och flyttades 6 september 1718 därpå till en dylik befattning i Svea hovrätt samt erhöll 22 april 1719 kommerseråds titel. Den 19 juni 1733 utnämndes Gyllengrip till landshövding i Västerbottens län och 7 juli 1735 till friherre (tog ingen introduktion) samt fick 27 april 1747 presidents namn, heder och värdighet. Han blev 16 april 1748 kommendör av Nordstjärneorden. Gyllengrip avled 1753 i Umeå och begravdes 9 september samma år i Umeå kyrka. Han nedsattes senare i Lewenhauptska gravkoret i Riddarholmskyrkan, Stockholm.
1736 fick han som landshövding i uppdrag att göra en färd upp efter Torne älv för att undersöka naturtillgångarna. I Torneå träffade han Pierre de Maupertuis som precis anlänt till staden för att påbörja en gradmätning. Bertil Boëthius har skildrat Gyllengrips resa till Tornedalen i Skogen och bygden (1939).[källa behövs]
Gyllengrip ägde gårdarna Salaholm i Gamleby socken, Sjöboholm i Gamleby socken, Casimirsborg i Gamleby socken och Kasby i Lagga socken.
Gyllengrip hade ett starkt musikintresse. Från studietiden i Uppsala stammar två kompendier om musik rörande generalbasspel (1703) och vokalmusik (1708). I bokauktionskatalogen Stockholm 1756 upptas bland annat 55 notböcker.

### Familj
Gyllengrip gifte sig 34 september 1741 på Casimirsborg med Eva Maria Lewenhaupt (1697–1754). Hon var dotter till riksrådet Gustaf Fredrik Lewenhaupt och Anna Catharina Lewenhaupt.